# 14º Corpo d'armata (Russia)
Il 14º Corpo d'armata (in russo 14-й армейский корпус?, 14-j armejskij korpus) è un corpo d'armata delle Forze terrestri russe, facente parte del Distretto militare di Leningrado e con base a Murmansk, capoluogo dell'omonima regione. Il corpo è parte costituente delle forze terrestri della Flotta russa del Nord.

## Storia
Il 14º Corpo è stato formato nell'aprile 2017, venendo messo sotto il comando del generale Dmitrij Kraev. Il corpo è composto da due brigate di fucilieri motorizzati artici, il cui personale è addestrato alla guerra sugli sci, all'uso di renne e slitte trainate da cani.
Il 4 luglio 2023, il quotidiano Izvestija ha riferito che il 14º Corpo d'armata sarebbe stato riorganizzato in una nuova armata combinata e che la 80ª e la 200ª Brigata fucilieri motorizzata si sarebbero fuse in una nuova divisione fucilieri. L'Institute for the Study of War ha definito questa notizia come risposta all'entrata della Finlandia nella NATO. L'ISW ha anche riferito che la promozione del 14º Corpo d'armata al livello di armata combinata non aumenterà di per sé la capacità di combattimento russa, e che non sia chiaro come il comando militare russo potrebbe trovare il personale e l'equipaggiamento necessari per questa possibile riforma.
Il 28 novembre 2023 il vice comandante del corpo, maggiore generale Vladimir Zavadskij, è stato ucciso in seguito alla detonazione di una mina. Fonti russe hanno riferito che la sua morte sia accaduta vicino ad Izjum mentre, secondo la BBC, il generale potrebbe essere morto nell'area del villaggio di Krynki nella regione di Cherson. Sempre nello stesso periodo, fonti ucraine hanno riferito della quasi ultimazione della 104ª Brigata artiglieria. A dicembre 2024, non si sa ancora se questa unità sia attiva.

## Ordine di battaglia
- 71ª Divisione fucilieri motorizzata delle guardie "Pečenga" (unità militare 08275)
  - 126º Reggimento fucilieri motorizzato
  - 127º Reggimento fucilieri motorizzato
  - 87º Reggimento artiglieria semovente
- 80ª Brigata fucilieri motorizzata artica (unità militare 34667)
- 58º Battaglione comando

## Comandanti
- Tenente generale Dmitrij Kraev (aprile 2017 - febbraio 2022)
- Maggior generale Boris Fomičev (febbraio 2022 - in carica)[10]